# Jeff Ruland
Jeffrey Alan Ruland (Bay Shore, New York, 16 de diciembre de 1958) es un exjugador y exentrenador de baloncesto estadounidense que jugó durante 8 temporadas en la NBA, además de un año en la liga española, en las filas del FC Barcelona. Con 2,11 metros de altura ocupaba la posición de pívot. 

## Trayectoria deportiva

### Universidad
Jugó durante 3 temporadas con los Gaels de la Universidad de Iona, en los que promedió 20,8 puntos y 12,0 rebotes por partido, además de un porcentaje de anotación del 63,5%. En 1980 llevó a su equipo a un balance de 29 victorias y 5 derrotas, lo que situó a su universidad en el puesto 19 del ranking nacional, el más alto conseguido en la historia de Iona.

### Profesional
Fue elegido en la segunda ronda del Draft de la NBA de 1980 por Golden State Warriors, pero prefirió la aventura europea, fichando por un año con el Barcelona de la liga española. A su regreso, sus derechos habían sido traspasados a Washington Bullets, equipo con el que debutó en la NBA. En su primer año, tras promediar 14,4 puntos y 9,3 rebotes, fue incluido en el mejor quinteto de rookies. En 1984 llegó a dsputar el All-Star Game, gracias a sus estadísticas de 22,2 puntos y 12,3 rebotes por partido.
Fue traspasado a Philadelphia 76ers en la temporada 1986-87, pero apenas pudo disputar 5 partidos, al sufrir una grave lesión, que le mantendría apartado de las canchas durante 4 largas temporadas. Regresó en 1991, pero apenas pudo jugar 15 partidos en todo el año. La temporada siguiente ficharía por Detroit Pistons, pero las lesiones le seguían persiguiendo, retirándose tras haber jugado solo 11 partidos esa última temporada.
En sus 8 temporadas como profesional promedió 17,4 puntos y 10,4 rebotes por partido.
Debido a su juego duro, el legendario speaker de los Boston Celtics Johnny Most le puso a él y a su compañero en los Bullets Rick Mahorn los motes despectivos de "McFilthy" y "McNasty".

### Entrenador
Fue durante 8 años entrenador de su alma mater, Iona, donde consiguió 137 victorias y llevó a su equipo en 3 ocasiones a la fase final de la NCAA. Llegó a ser entrenador asistente de los Sixers en 1991, y entre 2007 y 2008 dirige a los Albuquerque Thunderbirds de la NBA Development League.
En agosto de 2008 fue nombrado entrenador asistente de los Sixers de la NBA.
Entrenador de la University of the District of Columbia en la División II de la NCAA durante la temporada 2009-10.

## Estadísticas de su carrera en la NBA

### Temporada regular
| Temporada | Edad | Equipo             | Liga | Pos. | P   | TIT | MIN  | TC  | TCA  | %TC  | 3P  | 3PA | %3P  | 2P  | 2PA  | %2P  | TL  | TLA | %TL  | R.OF. | R.DEF. | REB  | ASIS | ROB | TAP | PER | FP  | PTS  |
| 1981-82   | 23   | Washington Bullets | NBA  | C    | 82  | 0   | 27.0 | 5.1 | 9.1  | .561 | 0.0 | 0.0 | .333 | 5.1 | 9.1  | .562 | 4.2 | 5.5 | .752 | 3.1   | 6.2    | 9.3  | 1.6  | 0.5 | 0.7 | 2.9 | 3.9 | 14.4 |
| 1982-83   | 24   | Washington Bullets | NBA  | C    | 79  | 47  | 36.2 | 7.3 | 13.3 | .552 | 0.0 | 0.0 | .333 | 7.3 | 13.3 | .552 | 4.7 | 6.9 | .689 | 3.7   | 7.3    | 11.0 | 3.0  | 0.9 | 1.0 | 3.8 | 3.9 | 19.4 |
| 1983-84   | 25   | Washington Bullets | NBA  | C    | 75  | 75  | 41.1 | 8.0 | 13.8 | .579 | 0.0 | 0.1 | .143 | 8.0 | 13.7 | .582 | 6.2 | 8.5 | .733 | 3.5   | 8.8    | 12.3 | 3.9  | 0.9 | 1.0 | 4.6 | 3.8 | 22.2 |
| 1984-85   | 26   | Washington Bullets | NBA  | C    | 37  | 36  | 38.8 | 6.8 | 11.9 | .569 | 0.0 | 0.1 | .000 | 6.8 | 11.8 | .572 | 5.4 | 7.9 | .685 | 3.4   | 7.6    | 11.1 | 4.4  | 0.8 | 0.7 | 4.8 | 3.5 | 18.9 |
| 1985-86   | 27   | Washington Bullets | NBA  | PF   | 30  | 24  | 37.1 | 7.1 | 12.8 | .554 | 0.0 | 0.1 | .000 | 7.1 | 12.6 | .559 | 4.8 | 6.7 | .725 | 3.6   | 7.1    | 10.7 | 5.3  | 0.8 | 0.8 | 4.0 | 3.3 | 19.0 |
| 1986-87   | 28   | Philadelphia 76ers | NBA  | PF   | 5   | 2   | 23.2 | 3.8 | 5.6  | .679 | 0.0 | 0.0 |      | 3.8 | 5.6  | .679 | 1.8 | 2.4 | .750 | 2.4   | 3.2    | 5.6  | 2.0  | 0.0 | 0.8 | 2.0 | 2.6 | 9.4  |
| 1991-92   | 33   | Philadelphia 76ers | NBA  | C    | 13  | 5   | 16.1 | 1.5 | 2.9  | .526 | 0.0 | 0.0 |      | 1.5 | 2.9  | .526 | 0.8 | 1.2 | .688 | 1.2   | 2.4    | 3.6  | 0.4  | 0.5 | 0.3 | 1.5 | 3.5 | 3.9  |
| 1992-93   | 34   | Detroit Pistons    | NBA  | C    | 11  | 0   | 5.0  | 0.5 | 1.0  | .455 | 0.0 | 0.0 |      | 0.5 | 1.0  | .455 | 0.2 | 0.4 | .500 | 0.8   | 0.8    | 1.6  | 0.2  | 0.2 | 0.0 | 0.5 | 1.5 | 1.1  |
| Total     |      |                    | NBA  |      | 332 | 189 | 33.4 | 6.3 | 11.2 | .564 | 0.0 | 0.1 | .158 | 6.3 | 11.2 | .566 | 4.7 | 6.5 | .718 | 3.3   | 6.9    | 10.2 | 3.0  | 0.8 | 0.8 | 3.7 | 3.7 | 17.4 |

### Playoffs
| Temporada | Edad | Equipo             | Liga | Pos. | P  | TIT | MIN  | TC  | TCA  | %TC  | 3P  | 3PA | %3P  | 2P  | 2PA  | %2P  | TL  | TLA | %TL  | R.OF. | R.DEF. | REB  | ASIS | ROB | TAP | PER | FP  | PTS  |
| 1981-82   | 23   | Washington Bullets | NBA  | C    | 7  |     | 33.9 | 5.4 | 11.3 | .481 | 0.0 | 0.1 | .000 | 5.4 | 11.1 | .487 | 6.1 | 8.0 | .768 | 4.1   | 5.3    | 9.4  | 0.7  | 0.4 | 0.6 | 3.3 | 3.4 | 17.0 |
| 1983-84   | 25   | Washington Bullets | NBA  | C    | 4  |     | 46.8 | 9.3 | 17.8 | .521 | 0.0 | 0.3 | .000 | 9.3 | 17.5 | .529 | 5.5 | 6.8 | .815 | 4.0   | 8.8    | 12.8 | 7.8  | 0.5 | 0.8 | 4.8 | 3.8 | 24.0 |
| 1984-85   | 26   | Washington Bullets | NBA  | C    | 4  | 3   | 40.5 | 7.0 | 11.8 | .596 | 0.0 | 0.5 | .000 | 7.0 | 11.3 | .622 | 3.5 | 5.0 | .700 | 3.0   | 5.5    | 8.5  | 5.3  | 2.3 | 1.0 | 5.8 | 3.8 | 17.5 |
| 1985-86   | 27   | Washington Bullets | NBA  | PF   | 2  | 0   | 27.0 | 3.5 | 7.0  | .500 | 0.0 | 0.0 |      | 3.5 | 7.0  | .500 | 7.0 | 8.5 | .824 | 2.5   | 3.5    | 6.0  | 5.0  | 0.0 | 1.0 | 3.0 | 3.0 | 14.0 |
| Total     |      |                    | NBA  |      | 17 | 3   | 37.6 | 6.5 | 12.4 | .521 | 0.0 | 0.2 | .000 | 6.5 | 12.2 | .531 | 5.5 | 7.1 | .775 | 3.6   | 5.9    | 9.6  | 3.9  | 0.8 | 0.8 | 4.2 | 3.5 | 18.4 |